# ملائكة مع وجوه قذرة
الملائكة مع وجوه قذرة (بالإنجليزية: Angels with Dirty Faces)‏ هو فيلم أبيض وأسود درامي أمريكي إخراج مايكل كورتيز من إنتاج شركة وارنر براذرز عام 1938 ، بطولة النجوم جيمس كاغني، بات أوبراين، أطفال طريق مسدود ،همفري بوغارت، آن شيريدان، وجورج بانكروفت، كتب السيناريو جون ويكسلي ووارن داف بناءً على قصة رولاند براون يروي الفيلم علاقة رجل العصابات سيئ السمعة ويليام "روكي" سوليفان مع صديق طفولته والقس حالياً الأب جيري كونولي بعد قضاء خمسة عشر عامًا في السجن بتهمة السطو المسلح، يعتزم روكي جمع 100000 دولار من شريكه في التآمر جيم فرايزر محامي الغوغاء، فيما يحاول الأب كونولي طوال الوقت منع مجموعة من الشباب من الوقوع تحت تأثير روكي.
كتب براون السيناريو في أغسطس 1937. بعد عرض الفيلم على عدد من الاستوديوهات ، أبرم صفقة مع شركة الأفلام الوطنية الكبرى ، الذي أراد أن يقوم جيمس كاغني بدور البطولة. ومع ذلك لم يثمر الفيلم أبدًا بسبب المشاكل المالية التي واجهتها الشركة والتي أدت إلى إفلاسهم في عام 1939. ثم عاد كاغني إلى شركة وارنر براذرز في نفس العام ، آخذًا معه سيناريو براون. حصلت وارنر على القصة وطلبت من عدد من المخرجين تولي المشروع واستقر في النهاية مع كورتز. بدأ التصوير الفوتوغرافي الرئيسي في يونيو 1938 في استوديوهات وارنر بوربانك وانتهى متأخراً عن الموعد المحدد بأسبوع في أغسطس.
تلقى فيلم ملائكة مع وجوه قذرة الذي تم إصداره في 28 نوفمبر 1938 تقييمات إيجابية. تم ترشيح الفيلم في حفل توزيع جوائز الأوسكار الحادي عشر إلى ثلاث فئات جائزة الأوسكار لأفضل ممثل (جيمس كاغني) ، وجائزة الأوسكار لأفضل مخرج (مايكل كورتيز) ، وجائزة الأوسكار لأفضل قصة (رولاند براون). يعتبر البعض فيلم ملائكة مع وجوه قذرة من أفضل الأفلام على الإطلاق، ويعتبر على نطاق واسع لحظة فارقة في مسيرة جيمس كاغني. تم اختياره في القائمة المختصرة من قبل معهد الفيلم الأمريكي في عام 2008، وتم التصويت عليه في المرتبة 67 في قائمة "أفضل 100 فيلم نوار في كل العصور" من قبل مجلة سلانت في عام 2015.

## طاقم التمثيل
- جيمس كاغني في دور روكي سوليفان رجل عصابات سيئ السمعة
- بات أوبراين في دور القس جيري كونولي صديق روكي منذ الطفولة
- أطفال طريق مسدود هم أولاد الحي الذين يتبعون روكي سوليفان . يلعب بيلي هالوب دور زعيمهم سوبي، ويظهر بوبي جوردان في دور سوينغ، و ليو جورسي في دور بيم، و غابرييل ديل في دور باستي، و هانتز هول في دور كراب و برنارد بونسلي في دور هونكي.
- همفري بوغارت في دور جيمس فرايزر
- آن شيريدان في دور لوري مارتن
- جورج بانكروفت في دور ماك كيفير
- إدوارد بولي في دور إدواردز
- مارلين نولدن في دور لوري مارتن عندما كانت طفلة
- ديك ويسل في دور رجل في غرفة البلياردو تعرض للضرب من قبل الكاهن جيري كونيلي (غير معتمد)

## روابط خارجية
- ملائكة مع وجوه قذرة  في قاعدة بيانات الأفلام على الإنترنت (بالإنجليزية)
- Angels with Dirty Faces at وارنر برذرز